# アビゲイル・フィルモア
アビゲイル・フィルモア（英語: Abigail Powers Fillmore、1798年3月13日 - 1853年3月30日）は、第14代アメリカ合衆国大統領夫人（ファーストレディ）。第13代大統領ミラード・フィルモアの妻。身長5フィート6インチ（約168cm）。

## 生涯

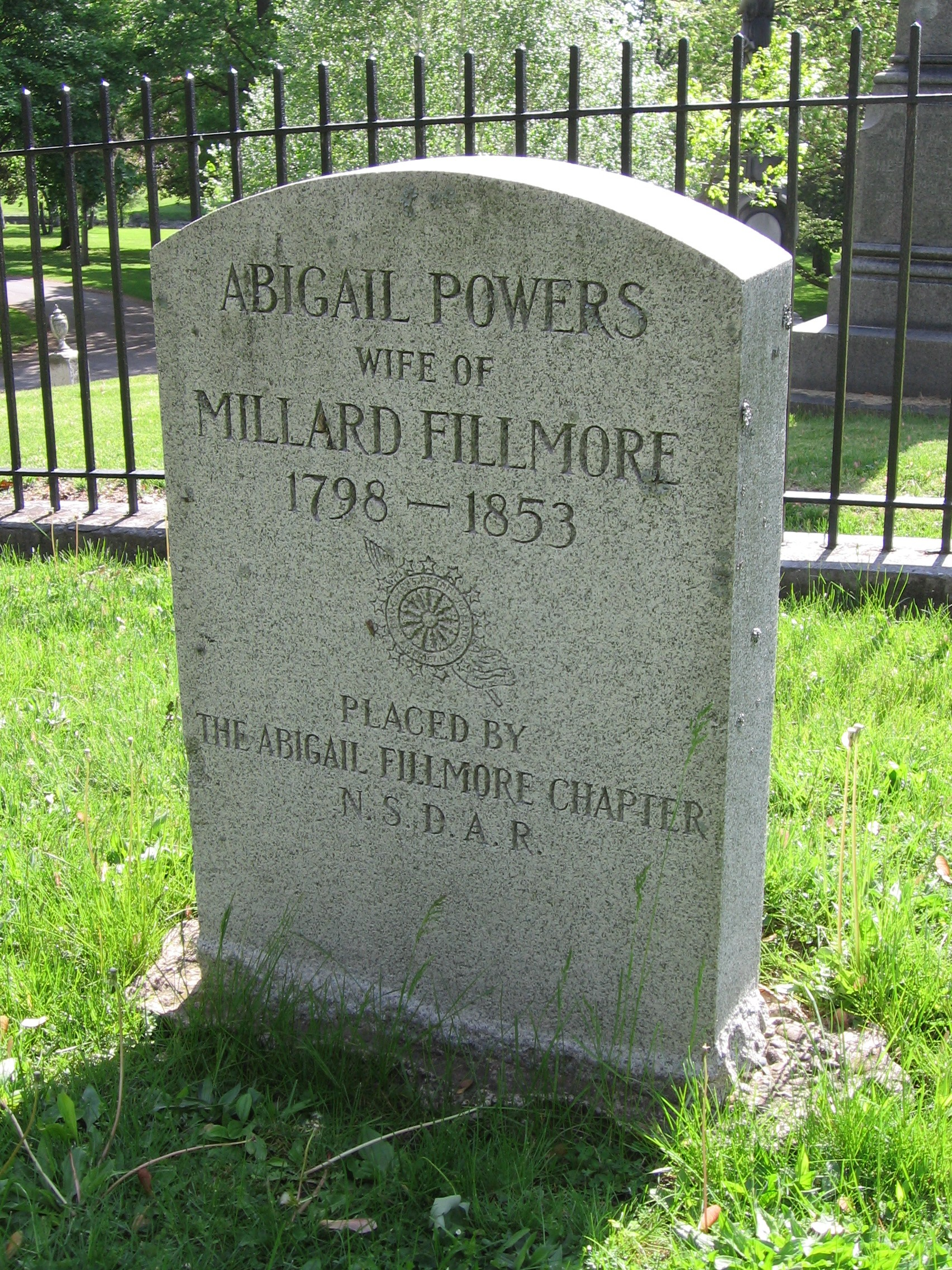
バッファローにあるアビゲイル・フィルモアの墓碑

アビゲイルは、1798年にアメリカニューヨーク州サラトガ郡のスティルウォーターで生まれた。バプテスト教会の教役者であった父、レミュエル・パワーズと、母のアビゲイル・ニューランド＝パワーズとの間の子供であった。後に結婚するミラードの農場からそう遠くない、カユーガ郡モラヴィアで育った。
アビゲイルが生まれてまもなく父レミュエルが亡くなったため、母アビゲイルは一家を伴って西部に移る。レミュエルの遺した蔵書もあり、母アビゲイルは息子と娘を西部開拓地域の一般的な水準まで立派に教育を施すことができた。
1819年、アビゲイルはニューホープで教師の職に就く。この時、教え子で最年長だった19歳の生徒がミラード・フィルモアであった。学問の世界とミラードのまじめな学習は、お互いを徐々に近づけさせ、次第に教師と生徒という関係に愛情が生まれていった。
長い交際期間を経て、1826年2月5日に二人は結婚した。アビゲイルが27歳、ミラードは26歳の時であった。結婚式は、アビゲイルの兄であるジャッジ・パワーズの家で行われた。二人は新婚旅行にも行かずに、ニューヨーク州エリー郡イースト・オーロラに新居を構えた。その後も、アビゲイルは長男を出産するまで教壇に立ち続けており、教育に対する終生の関心をうかがうことができる。また、夫ミラードと共に本を好み、アビゲイルは二人の書斎を設けるための手伝いも行った。
1828年には長男のミラード・パワーズ・フィルモアが、1832年には長女のメアリー・アビゲイル・フィルモアが生まれている。その後、一家はニューヨーク州バッファローに家を購入した。生活にも比較的ゆとりを得たアビゲイルは、下院議員の妻として様々なことを学ぶようになった。この頃には名の知れた庭園の栽培も行っていたが、アビゲイルが多く時間を割いていたのはやはり読書であった。1847年、夫がニューヨーク州会計監査官に任命されたことに伴い、一時的にオールバニに移った。二人の子供は寄宿学校と大学にいたため離れ離れとなった。
1849年、ミラードが副大統領に就任したため、ワシントンD.C.に転居。しかし、その16ヶ月後、第12代大統領ザカリー・テイラーが在任中に世を去り、一家はホワイトハウスに入ることとなる。
ファーストレディとなったアビゲイルであったが、夫のミラードが大統領の職にあった中でも、公人の服喪期間が終わった後でさえ極めて控えめな生活であった。自らの健康不安を理由に、ファーストレディとしての公的な役回りの多くを娘のアビーことメアリー・アビゲイル・フィルモアに任せている。議会からの特別充当金により、ホワイトハウス2階のイエローオーバルルームに設けた図書室のために本を選び配置することで満足した時間を過ごした。
1853年に行われたフランクリン・ピアースの大統領就任式は屋外で行われたため、アビゲイルは風邪をひいてしまい、翌日には熱を出してしまった。さらに肺炎を発症させ、ホワイトハウスを離れてからわずか26日後の1853年3月30日に、ワシントンD.C.のホテルで息を引き取った。遺体はニューヨーク州バッファローのフォレストローン共同墓地に埋葬されている。
なお、ミラードは、アビゲイルの死から5年後の1858年2月10日にキャロライン・カーマイケル・マッキントッシュと再婚し、1874年に亡くなるまで夫婦であった。